# Kreuzkirchenpark
Het Kreuzkirchenpark is een park in de wijk Südstadt van de Oost-Duitse stad Görlitz.
Door de sterke economische groei van de Görlitz in de negentiende eeuw besloot de stad ten zuiden van het station een grote nieuwe woonwijk, de Südstadt, te bouwen. In het plan voor deze wijk met fabrieken en woonkazernes was ook voorzien in een park. Bij het park verrees een protestantse kerk, de Kreuzkirche, en diverse villa's. In het park kwamen een speeltuin en diverse sportfaciliteiten. In het gazon van het park verscheen in 1936 een peuterbad dat later weer is opgebroken.